# Auxologie
Auxologia (din greacă αὔξω, auxō, sau αὐξάνω, auxanō, adică „a crește” și λόγος, logos, „știință”) este un metatermen care acoperă studiul tuturor aspectelor creșterii fizice umane (deși este, de asemenea, fundamental pentru biologie). Auxologia este o știință multidisciplinară care implică științele sănătății/medicina (pediatrie, medicină generală, endocrinologie, neuroendocrinologie, fiziologie, epidemiologie) și, într-o măsură mai mică: știința nutriției, genetică, antropologie, antropometrie, ergonomie, istorie, istorie economică, economie, socio-economie, sociologie, sănătate publică și psihologie, printre altele.